# Medus
Il Medus (Medo) è una tragedia cothurnata del tragediografo latino Marco Pacuvio (circa 220-130 a.C.) di cui restano oggi solo alcuni frammenti.
Realizzata a partire da uno sconosciuto originale greco non pervenuto ad oggi, l'opera trattava la storia di Medo, figlio di Medea e del re di Atene Egeo, connessa al ciclo degli Argonauti: il giovane si reca in Colchide alla ricerca della madre; ella ordina che sia ucciso, ma, una volta riconosciutolo, lo aiuta a combattere e sconfiggere l'usurpatore Perse, fratello del padre di Medea Eete.